# Papaipema placida
Papaipema placida är en fjärilsart som beskrevs av Bird 1921. Papaipema placida ingår i släktet Papaipema och familjen nattflyn. Inga underarter finns listade i Catalogue of Life.